# Король-шаман
Король-шаман (яп. シャーマンキング  Ся:ман Кингу (Shāman Kingu), тж. Шаман Кинг, Король шаманов) — манга Хироюки Такэи, выходившая с 1998 по 2004 годы в журнале Weekly Shōnen Jump, а также её аниме-адаптация, созданная студией Xebec в сотрудничестве с TV Tokyo. По мотивам произведения вышло множество видеоигр, коллекционная карточная игра и разнообразный мерч. Изначально издательство Shueisha выпустило мангу в 32 томах, в которых история осталась незавершённой, но в ходе Jump Festa 2008 было объявлено о новом кандзэмбан издании всей серии.
Новая версия — Shaman King Kanzen-Ban — вышла в 27 томах, включая в себя дополнительные главы и завершение сюжета всей истории. Также для Shaman King Kanzen-Ban были перерисованы многие кадры ранее выпущенных глав в лучшей графике без изменения сюжета.
С 1 ноября 2004 года по 1 февраля 2009 года аниме-сериал «Шаман Кинг» транслировался в России, СНГ и Балтии на Fox Kids (в январе 2005 г. был заменён на Jetix). Права и перевод были переданы компании Disney, который владеет этими двумя телеканалами. 13 января 2011 года издательство «Комикс-Арт» объявило о приобретении лицензии на мангу; издатель сообщил, что будет следовать оригинальному изданию манги, но дополнит выпуск новыми главами из Shaman King Kanzen-Ban. 13 мая 2011 года вышел первый том манги.

## Сюжет
Каждые 500 лет Звезда Судьбы, Лаго, проносится по небу, оповещая всех шаманов мира о том, что Великий турнир шаманов начался. Звезду Судьбы всегда сопровождает Раго — звезда, несущая миру разрушение и хаос. Шаманы способны видеть духов и сражаться вместе с ними как единое целое. Цель Турнира — пройти все испытания и бои, и стать Королём шаманов, объединившись с Королём духов — величайшим и сильнейшим духом в мире. Получив силу короля духов, Шаман становится настолько могущественным, что может управлять всей жизнью на Земле.
Главный герой Йо из рода Асакура, должен стать Королём шаманов и предотвратить грядущее бедствие. Йо быстро заводит себе друзей, которые тоже являются шаманами, а также обычного подростка Морти, который станет ему лучшим другом. Чтобы пройти отборочный этап «Турнира шаманов», они должны нанести один удар членам совета в бою за право биться за титул Короля шаманов.
Йо и все его друзья проходят этот тур успешно и получают мобильного оракула. Он будет сообщать шаманам информацию по боям, к примеру, о месте проведения боя, о сопернике. Через какое-то время Йо узнает о своем брате-близнеце — Хао Асакура (Зик). Уже третий раз подряд Хао, древний шаман, телепат и предсказатель, мечтает одержать победу на Турнире. Его цель — уничтожить человечество, ибо он считает, что человечество губит планету. Он полагает, что только королевство шаманов, созданное и управляемое им, будет существовать в гармонии и согласии с природой. Он был побеждён уже 2 раза — 1000 (в роде Асакуры) и 500 (племя Патчи) лет назад, ценой неимоверных усилий. Каждый раз перерождаясь, он становится всё более могущественным, с ним всё труднее справиться. В этот раз он возродился в древней шаманской династии Асакура, происходящей от его исконной инкарнации, и только его брат-близнец Йо c духом Амидамару имеют шанс противостоять ему.

## Медиа

### Манга
Изначально издательство Shueisha выпустило мангу в 32 томах, в которых история оставалась незавершённой, но в ходе Jump Festa 2008 было объявлено о новом кандзэмбан издании всей серии. Новая версия — Shaman King Kanzen-Ban — вышла в 27 томах, включая в себя дополнительные главы и завершение сюжета всей истории. Также для Shaman King Kanzen-Ban были перерисованы многие кадры ранее выпущенных глав в лучшей графике без изменения сюжета.
30 декабря 2021 года издательство XL Media объявило о приобретении лицензии на мангу. 1 марта 2022 года вышла первая книга.

#### Другие связанные произведения
- Butsu Zone — Манга повествует о мальчике Будде, который снизошёл на землю для того, чтобы «активизировать» и направить на путь истинный Будду Мироку, которой в итоге оказываться маленькая сиротка Сатти, очень похожая на Анну из Шаман Кинга. Впрочем, в 12 главе появляется уже «настоящая» Анна, которая считается Анной I, о которой говорит Анна III в манге «Flowers». Сама Сатти является Сати Сайган из Шаман Кинга.
- Itako no Anna — небольшая манга, посвящённая Анне, которая и стала музой для создания манги «Shaman King». Первое самостоятельное произведение Такея.
- Mappa Douji — манга, в которой описывается отрывок из детства Хао в первой его инкарнации.
- Relax — небольшая глава, посвящённая членам команды Хао. В ней показано, по каким причинам те или иные шаманы присоединялись к Хао
- Kokkuri Angel Cupid Tamao — небольшая манга про Тамао, её духов и Рю.
- Funbari no Uta — самое спорное произведение Такэи. Небольшая отдельная история, повествующая о событиях, происходящих через 7 лет после окончания турнира шаманов. Состоит из пяти глав. Повествование ведётся от лица мальчика по имени Хана Асакура, сына Анны Кёямы и Йо Асакуры. В этой главе также показаны шаманы через 7 лет после окончания турнира.
- Shaman King — Flowers — продолжение «Shaman King» и «Shaman King Kang Zeng Bang». Повествует о событиях, происходящих через 10 лет после окончания «Shaman King Kang Zeng Bang» и сосредотачивается на жизни Ханы Асакуры в его подростковых годах. В этой манге появляются потомки Хао — Йохане и Люка Асакура, также присутствуют герои оригинальной серии: Амидамару, Тамао, Рю, Токагеро и другие.
- Shaman King Remix Tracks — дополнительные материалы, каждая глава которых содержит от 3 до 9 страниц.
- Miki’s Life — история в двух частях, охватывающая события примерно за 12 лет до начала основной истории. В этой манге рассказывается о встрече родителей Йо и о дальнейшей судьбе Микихисы.
- Shaman King Zero — рассказы о главных героях манги до начала основной серии. Серия состоит из пяти рассказов: первый о жизни Йо в Идзумо; второй о подготовке Рэна к битве шаманов; третий о Хоро-Хоро и Короро, когда та ещё была живой; четвёртый о Лайсерге и его друге Уоте Хадсоне; пятый о Хао и его последователях, а также о Чоколаве.
- Kang Zeng Bang Poem — серия небольших стихотворений.
- Shaman King SuperStar — продолжение главной манги. Где так же, как и «Flowers» повествует о потомках Йо Асакуры и других персонажей, а также присутствуют герои оригинальной серии. В этой манге рассказывается о том, что турнир шаманов не был последним событием. Приближается новое состязание «Цветок Кукурузы», где будет решаться судьба всего мира.

### Аниме
C 4 июля 2001 года по 25 сентября 2002 года на телеканалах TV Tokyo и Animax выходил аниме-сериал. Производством сериала занималась студия Xebec, под руководством режиссёра Сэйдзи Мидзусима по сценарию Койдэ Кацухико. За дизайн персонажей отвечал Таками Акио, а художником-постановщиком являлся Кояма Тосихиса. Музыкальное сопровождение написали Омори Тосиюки и Такахаси Го.
12 июня 2020 года был анонсирован перезапуск аниме-сериала, который стал полной адаптацией оригинального сюжета манги. Начал выходить в эфир с 1 апреля 2021 года и был полностью завершён 21 апреля 2022 года на 52 серии.

### Локализация
Существует две версии аниме Шаман Кинг — японская и американская. В американской версии аниме почти у всех персонажей опущена фамилия. Кроме того в американской версии по соображениям цензуры изменены некоторые элементы оформления персонажей (в частности, боевые пистолеты заменены детскими игрушками); также изменены имена и реплики героев, кровавые сцены затушёваны и т. д. В российском показе использовалась американская версия, она транслировалась на телеканалах Fox Kids, Jetix, ТВ-3 и СТС. Локализацией в России и СНГ занималась компания Монолит.

### Игры по вселенной Shaman King
- Shaman King: Soul Fight (シャーマンキング ソウルファイト) — игра для платформы Nintendo GameCube.
- Shaman King: Master of Spirits 2 (яп. シャーマンキング マスターオブスピリッツ 2, Shāman Kingu: Masutāobusupirittsu 2) — игра для платформы Game Boy Advance. Сиквел Shaman King: Master of Spirits.
- Shaman King: Chou Senjiryakketsu (シャーマンキング 超占事略決) — игра для платформы Game Boy Color. Первая часть серии Chou Senjiryakketsu. Существует две версии этой игры, Meramera и Funbari.
- Shaman King: Chou Senjiryakketsu 2 (シャーマンキング 超占事略決 2) — игра для платформы Game Boy Advance, совмещающая настольную карточную игру. Вторая часть серии Chou Senjiryakketsu.
- Shaman King: Chou Senjiryakketsu 3 (シャーマンキング 超占事略決 3) — игра для платформы Game Boy Advance, совмещающая настольную карточную игру. Третья часть серии Chou Senjiryakketsu.
- Shaman King: Master of Spirits (シャーマンキング マスターオブスピリッツ, Shāman Kingu: Masutāobusupirittsu) — игра для платформы Game Boy Advance.
- Shaman King: Legacy of Spirits — игра для платформы Game Boy Advance. Существуют две версии этой игры — Soaring Hawk и Sprinting Wolf.

### В других странах
| Страна         | Манга «Shaman king»                | Аниме «Shaman king»                                            |
| -------------- | ---------------------------------- | -------------------------------------------------------------- |
| Беларусь       |                                    | Fox Kids, Jetix                                                |
| Бразилия       | Panini                             | Cartoon Network                                                |
| Великобритания |                                    | Jetix                                                          |
| Венгрия        |                                    | Jetix                                                          |
| Германия       | Banzai!                            | RTL 2, Jetix                                                   |
| Гонконг        |                                    | TVBQ (Гонконг)                                                 |
| Дания          |                                    | Jetix                                                          |
| Израиль        |                                    | Jetix                                                          |
| Индонезия      |                                    | GlobalTV                                                       |
| Испания        | Glénat (Испания)                   | Cartoon Network, Cuatro (Испания), Jetix                       |
| Италия         | Planet Manga                       | Italia 1, Jetix                                                |
| Канада         |                                    | YTV                                                            |
| Латвия         |                                    | Fox Kids, Jetix                                                |
| Литва          |                                    | Fox Kids, Jetix                                                |
| Малайзия       |                                    | TV3, Astro Ria                                                 |
| Нидерланды     |                                    | Jetix                                                          |
| Норвегия       | Kana Noruega                       | Jetix                                                          |
| Польша         | Japonica Polonica Fantastica (JPF) | Jetix                                                          |
| Россия         | Comix-Art / XL Media               | Fox Kids, Jetix, СТС, ТВ3                                      |
| Румыния        |                                    | Jetix                                                          |
| Сингапур       |                                    | E City                                                         |
| Словакия       |                                    | Jetix                                                          |
| Казахстан      |                                    | Fox Kids, Jetix                                                |
| США            | VIZ Communications                 | Cartoon Network                                                |
| Турция         |                                    | Jetix                                                          |
| Украина        |                                    | Fox Kids, Jetix, QTV                                           |
| Филиппины      |                                    | Cartoon Network                                                |
| Финляндия      |                                    | Jetix, Cartoon Network                                         |
| Франция        | Kana                               | GameOne, Cartoon Network France, Mangas TV, France 3, Fox Kids |
| Чехия          |                                    | Jetix                                                          |
| Швеция         | Shonen Jump Sueca                  | ABS-CBN, HERO, Jetix и Estúdio23                               |
| Эстония        |                                    | Fox Kids, Jetix                                                |
| Южная Корея    |                                    | Tooniverse                                                     |
| Япония         | Jump Comics                        | Animax, TV Tokyo                                               |

### Музыка
| Начальные темы (японская версия)   |                       |                                    |                  |       |
| #                                  | Оригинальное название | Романдзи                           | Исполнитель      | Серии |
| 1                                  | Over Soul             | (n/a)                              | Мэгуми Хаясибара | 1-34  |
| 2                                  | Northern Lights       | (n/a)                              | Мэгуми Хаясибара | 35-64 |
| Завершающие темы (японская версия) |                       |                                    |                  |       |
| #                                  | Оригинальное название | Романдзи                           | Исполнитель      | Серии |
| 1                                  | Trust You             | (n/a)                              | Мэгуми Хаясибара | 1-34  |
| 2                                  | 面影                  | Omokage, «Reminiscent»             | Мэгуми Хаясибара | 35-63 |
| 3                                  | 魂かさねて            | Tamashii Kasanete, «Souls Overlap» | Юко Сато         | 64    |